# St. Otmar (Elchingen auf dem Härtsfeld)

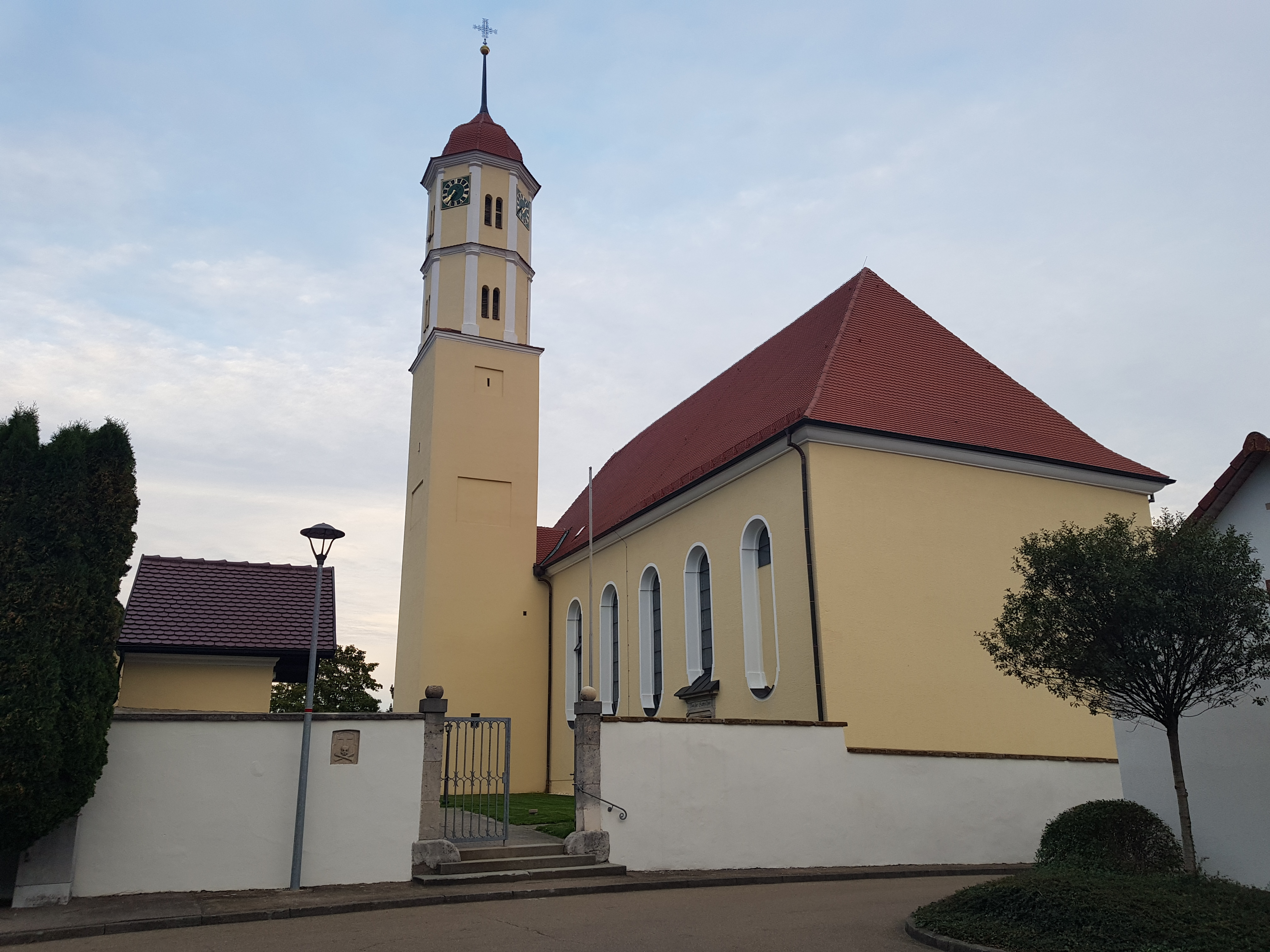
St. Otmar in Elchingen

Die römisch-katholische Pfarrkirche St. Otmar ist ein geschütztes Kulturdenkmal nach dem Denkmalschutzgesetz. Sie steht in Elchingen auf dem Härtsfeld, einem Stadtteil von Neresheim im Ostalbkreis in Baden-Württemberg. Die Kirchengemeinde gehört zum Dekanat Ostalb in der Diözese Rottenburg-Stuttgart.

## Beschreibung
Die Saalkirche wurde 1725 erbaut. Sie besteht aus einem Langhaus, einem gleich breiten, dreiseitig geschlossenen Chor im Osten und einem Chorflankenturm auf quadratischem Grundriss an dessen Nordwand. Er wurde mit zwei achteckigen Geschossen, die mit Pilastern an den Ecken verziert sind, aufgestockt, die die Turmuhr und den Glockenstuhl beherbergen.
Die Kirchenausstattung von 1796 wird Thomas Schaidthauf zugeschrieben. Das von Johann Friedrich Ludwig gebaute Taufbecken war ursprünglich für die Abtei Neresheim gefertigt worden.